# 亚西瓦尼
亚西瓦尼，是匈牙利亚斯-瑙吉孔-索尔诺克州所辖的一个村，总面积39.51平方公里，总人口388，人口密度9.8人/平方公里（2010年1月1日）。